# 저 너머의 아스트라

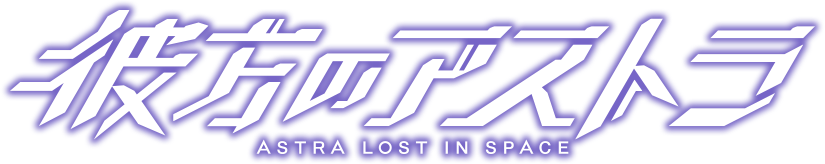

《저 너머의 아스트라》(일본어: 彼方のアストラ, ASTRA LOST IN SPACE)는 일본의 만화가인 시노하라 켄타 원작의 만화이다. 소년 점프+(슈에이샤)에서 2016년 5월 9일부터 2017년 12월 30일까지 연재.
2017년, 제3회 「다음에 올 만화대상」 Web 만화 부문에서 5위를 차지. 연재 종료 후에는 구전 등으로 평판이 돌아다니다, 「이 만화가 대단하다! 2019」 남자 편에서 3위、「만화대상 2019」에서 대상을 획득했다.
TV 애니메이션화는 2019년 7월부터 9월까지 방영되었다.

## 줄거리
서기 2063년, 케어드 고교 학생들은 교사에 인솔되어 행성 마그파에 거기서 학생들뿐 5일을 보내행성 캠프로 떠날 예정이었다. 우주 여행 끝에 캠프에 도착한 9명의 멤버. 하지만 교사가 지나고 산장으로 이동하던 중 기묘한 구체가 나타나는 흥미 위주로 구체에 언급한 학생의 모습이 사라졌다. 도망치는 학생들이었지만 쫓아오는 구체에 모두 빠져버린다. 정신이 들자 그들은 우주 공간에 몸 하나로 내던지고 있었다. 일단 근처에 있던 우주선으로 도망 가지만 그곳은 캠프지에서 멀리 5천광년 떨어진 우주 끝이었다. 구조는 절망적인 상황에서 학생들은 서로의 힘을 합쳐 서바이벌해 나갈 것을 결의한다.